# Ikuma Horishima
Ikuma Horishima (jap. 堀島行真 Horishima Ikuma; ur. 11 grudnia 1997 w Ikeda) – japoński narciarz dowolny, specjalizujący się w jeździe po muldach, medalista olimpijski, trzykrotny mistrz świata, dwukrotny olimpijczyk (Pjongczang, Pekin).
Podczas rozgrywanych w 2017 roku mistrzostw świata w Sierra Nevada, gdzie zdobył złote medale w jeździe po muldach i muldach podwójnych. Dokonał tego nie wygrywając wcześniej zawodów Pucharu Świata, do tego czasu tylko raz stanął na podium: 12 grudnia 2015 roku w Ruka był trzeci w muldach podwójnych. Najlepsze wyniki osiągnął w sezonach 2018/2019 i 2019/2020, kiedy zajmował 5. miejsce w klasyfikacji generalnej, a w klasyfikacji jazdy po muldach był drugi. W 2018 roku wystartował na igrzyskach olimpijskich w Pjongczangu, zajmując jedenaste miejsce w jeździe po muldach. W ramach zimowych igrzysk olimpijskich w Pekinie wystartował w konkurencji jazdy po muldach – w finale zmagań uzyskał wynik 81,48 pkt i zdobył brązowy medal.

## Osiągnięcia

### Igrzyska olimpijskie
| Miejsce | Dzień     | Rok  | Miejscowość | Konkurencja      | Zwycięzca        |
| ------- | --------- | ---- | ----------- | ---------------- | ---------------- |
| 11.     | 12 lutego | 2018 | Pjongczang  | Jazda po muldach | Mikaël Kingsbury |
| brąz    | 5 lutego  | 2022 | Pekin       | Jazda po muldach | Walter Wallberg  |

### Mistrzostwa świata
| Miejsce | Dzień     | Rok  | Miejscowość   | Konkurencja      | Zwycięzca        |
| ------- | --------- | ---- | ------------- | ---------------- | ---------------- |
| 1.      | 8 marca   | 2017 | Sierra Nevada | Muldy            | –                |
| 1.      | 9 marca   | 2017 | Sierra Nevada | Muldy podwójne   | –                |
| 4.      | 8 lutego  | 2019 | Deer Valley   | Jazda po muldach | Mikaël Kingsbury |
| 8.      | 9 lutego  | 2019 | Deer Valley   | Muldy podwójne   | Mikaël Kingsbury |
| 19.     | 8 marca   | 2021 | Ałmaty        | Jazda po muldach | Mikaël Kingsbury |
| 3.      | 9 marca   | 2021 | Ałmaty        | Muldy podwójne   | Mikaël Kingsbury |
| 5.      | 25 lutego | 2023 | Bakuriani     | Jazda po muldach | Mikaël Kingsbury |
| 1.      | 19 marca  | 2025 | Engadyna      | Jazda po muldach | –                |
| 2.      | 21 marca  | 2025 | Engadyna      | Muldy podwójne   | Mikaël Kingsbury |

### Puchar Świata

#### Miejsca w klasyfikacji generalnej
- sezon 2013/2014: 205.
- sezon 2014/2015: 199.
- sezon 2015/2016: 105.
- sezon 2016/2017: 100.
- sezon 2017/2018: 12.
- sezon 2018/2019: 5.
- sezon 2019/2020: 5.

Od sezonu 2020/2021 klasyfikacja jazdy po muldach jest jednocześnie klasyfikacją generalną.
- sezon 2020/2021: 4.
- sezon 2021/2022: 2.
- sezon 2022/2023: 3.
- sezon 2023/2024: 2.
- sezon 2024/2025: 2.

#### Miejsca na podium w zawodach
1. Ruka – 12 grudnia 2015 (muldy podwójne) – 3. miejsce
2. Mont-Tremblant – 20 stycznia 2018 (jazda po muldach) – 1. miejsce
3. Tazawako – 3 marca 2018 (jazda po muldach) – 1. miejsce
4. Tazawako – 4 marca 2018 (muldy podwójne) – 1. miejsce
5. Thaiwoo – 15 grudnia 2018 (jazda po muldach) – 2. miejsce
6. Mont-Tremblant – 26 stycznia 2019 (jazda po muldach) – 2. miejsce
7. Tazawako – 24 lutego 2019 (muldy podwójne) – 2. miejsce
8. Szymbulak – 2 marca 2019 (jazda po muldach) – 1. miejsce
9. Ruka – 7 grudnia 2019 (jazda po muldach) – 2. miejsce
10. Thaiwoo – 14 grudnia 2019 (jazda po muldach) – 1. miejsce
11. Thaiwoo – 15 grudnia 2019 (muldy podwójne) – 3. miejsce
12. Mont-Tremblant – 25 stycznia 2020 (jazda po muldach) – 2. miejsce
13. Deer Valley – 6 lutego 2020 (jazda po muldach) – 1. miejsce
14. Ałmaty – 1 marca 2020 (muldy podwójne) – 1. miejsce
15. Ruka – 5 grudnia 2020 (jazda po muldach) – 1. miejsce
16. Ruka – 4 grudnia 2021 (jazda po muldach) – 3. miejsce
17. Idre – 11 grudnia 2021 (jazda po muldach) – 1. miejsce
18. Idre – 12 grudnia 2021 (muldy podwójne) – 2. miejsce
19. L’Alpe d’Huez – 17 grudnia 2021 (jazda po muldach) – 1. miejsce
20. L’Alpe d’Huez – 18 grudnia 2021 (muldy podwójne) – 3. miejsce
21. Mont-Tremblant – 7 stycznia 2022 (jazda po muldach) – 3. miejsce
22. Mont-Tremblant – 8 stycznia 2022 (jazda po muldach) – 3. miejsce
23. Deer Valley – 13 stycznia 2022 (jazda po muldach) – 2. miejsce
24. Deer Valley – 14 stycznia 2022 (jazda po muldach) – 1. miejsce
25. Chiesa in Valmalenco – 12 marca 2022 (muldy podwójne) – 2. miejsce
26. Megève – 18 marca 2022 (jazda po muldach) – 2. miejsce
27. Megève – 19 marca 2022 (muldy podwójne) – 2. miejsce
28. Ruka – 3 grudnia 2022 (jazda po muldach) – 2. miejsce
29. L’Alpe d’Huez – 16 grudnia 2022 (jazda po muldach) – 1. miejsce
30. L’Alpe d’Huez – 17 grudnia 2022 (muldy podwójne) – 1. miejsce
31. Saint-Côme – 27 stycznia 2023 (jazda po muldach) – 3. miejsce
32. Chiesa in Valmalenco – 11 lutego 2023 (muldy podwójne) – 1. miejsce
33. Ruka – 2 grudnia 2023 (jazda po muldach) – 1. miejsce
34. Idre – 9 grudnia 2023 (muldy podwójne) – 3. miejsce
35. L’Alpe d’Huez – 15 grudnia 2023 (jazda po muldach) – 3. miejsce
36. Bakuriani – 22 grudnia 2023 (jazda po muldach) – 1. miejsce
37. Bakuriani – 23 grudnia 2023 (muldy podwójne) – 2. miejsce
38. Waterville Valley – 26 stycznia 2024 (jazda po muldach) – 1. miejsce
39. Waterville Valley – 27 stycznia 2024 (muldy podwójne) – 2. miejsce
40. Deer Valley – 1 lutego 2024 (jazda po muldach) – 2. miejsce
41. Deer Valley – 3 lutego 2024 (muldy podwójne) – 1. miejsce
42. Ałmaty – 8 marca 2024 (jazda po muldach) – 2. miejsce
43. Ruka – 30 listopada 2024 (jazda po muldach) – 3. miejsce
44. Idre – 6 grudnia 2024 (jazda po muldach) – 2. miejsce
45. Deer Valley – 6 lutego 2025 (jazda po muldach) – 1. miejsce
46. Deer Valley – 8 lutego 2025 (muldy podwójne) – 1. miejsce
47. Beidahu – 21 lutego 2025 (jazda po muldach) – 1. miejsce
48. Beidahu – 22 lutego 2025 (muldy podwójne) – 2. miejsce
49. Ałmaty – 28 lutego 2025 (jazda po muldach) – 3. miejsce
50. Ałmaty – 1 marca 2025 (muldy podwójne) – 2. miejsce
51. Livigno – 11 marca 2025 (jazda po muldach) – 1. miejsce
52. Livigno – 12 marca 2025 (muldy podwójne) – 2. miejsce